# 아이스케키 (영화)
"아이스케키"는 2006년에 개봉한 대한민국의 영화이다.

## 캐스팅
- 박지빈 : 영래 역
- 신애라 : 영래 모 역
- 장준영 : 송수 역
- 진구 : 인백 역
- 함은정 : 미숙 역
- 김선영 : 춘자 역
- 윤희철 : 사장 역
- 윤원석 : 칠성 역
- 권병길 : 선생님 역
- 양주호 : 승일 역
- 강성해 : 석순 부 역
- 김자영 : 석순 모 역
- 김진아 : 석순 역
- 이병현 : 석구 역
- 박창익 : 승일 일당 1 역
- 김경란 : 춘자 모 역
- 임홍석 : 역무원 역
- 오순태 : 썬글남 역
- 권이진 : 훈이 역
- 김영선 : 광녀 역
- 고창석 : 경찰 1 역
- 강창환 : 우마차 할아버지 역
- 이지은 : 우마차 손녀 역
- 엄현경
- 김태호
- 이재룡 : 영래 아빠 역 (특별출연)